# 瑟尔维娅·格鲁哈瓦
瑟尔维娅·格鲁哈瓦（波蘭語：Sylwia Gruchała，1981年11月6日—），波兰女子击剑运动员。她曾代表波兰参加2000年、2004年、2008年和2012年夏季奥林匹克运动会击剑比赛，获得一枚银牌和一枚铜牌。